# Einar Gausel

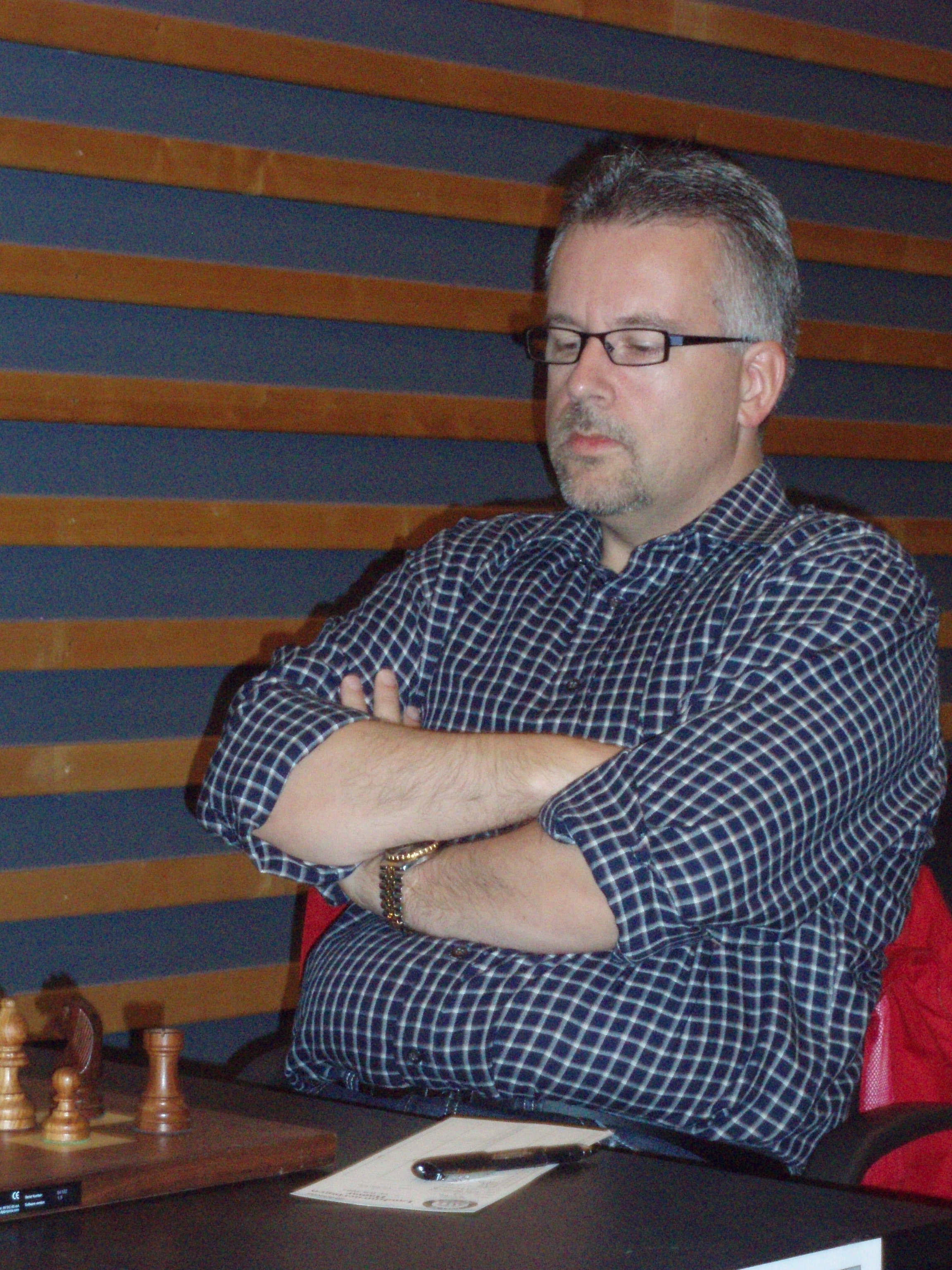
Einar Gausel in 2007

Einar Gausel (30 november 1963) is een Noorse schaker. Hij is, sinds 1995, een grootmeester (GM), de derde Noor die deze titel behaalde. Driemaal werd hij Noors nationaal schaakkampioen. In januari 2015 was hij nummer 7 op de Elo-ranglijst met Noorse schakers. 
Gausel is de schaakcolumnist voor het dagblad  Dagbladet in  Oslo. 
Gausel's speelstijl  is overwegend positioneel en strategisch. Met de witte stukken opent hij vaak met 1.d4, 1.c4 of 1.Pf3. Met zwart speelt hij tegen 1.e4 vaak gedegen openingen zoals de  Caro-Kann verdediging, maar heeft ook avontuurlijker wegen gekozen zoals de   Scandinavische opening 1. ..., d5. Tegen  1.d4 speelt Gausel vaak de  Slavische Verdediging.  

## Individuele resultaten
Hij werd Internationaal Meester (IM) in 1988. Zijn GM-titel behaalde hij (in 1995) door goede  resultaten op toernooien in Gausdal in 1990, 1992 en 1994–1995 en het winnen van een toernooi in Denemarken. 
Gausel won het kampioenschap van Noorwegen in 1992, 1996 en 2001. Ook in juli 2005 speelde hij mee in het toernooi om het kampioenschap van Noorwegen en eindigde daar met 4.5 uit 9 op de negende plaats. 
In 2001 eindigde hij op een gedeeld eerste plaats, met Vladimir Chuchelov, in het Open Cappelle-la-Grande toernooi (702 deelnemers, waaronder 92 GMs en 72 IMs). 

## Resultaten in schaakteams
Einar Gausel nam voor Noorwegen 7 keer deel aan een  Schaakolympiade: in 1988, 1990, 1992, 1994, 1996, 2002 en 2006.  Hiervan speelde hij driemaal  (in 1992, 1994 en 2002) aan het eerste bord. In totaal behaalde hij 40.5 punten uit 75 partijen  (26 overwinningen, 29 remises en  20 nederlagen). Gausel nam met het Noorse nationale team ook deel  aan de Europese schaakkampioenschappen voor landenteams: in 1989 en 1992.

## Schaakverenigingen
Gausel speelt voor de grootste schaakvereniging in Noorwegen: Oslo Schackselskap, waarmee hij twee keer deelnam aan de  European Club Cup en kampioensteam van Noorwegen werd in 2007, 2008, 2012, 2013, 2014 en 2015.  Daarnaast speelde hij van 1999 tot 2008 in de Zweedse clubcompetitie voor het Skara Schacksällskap, in de Deense competitie in seizoen 2003/04 voor Skakforeningen Føroyar en  in datzelfde seizoen in de Britse Four Nations Chess League voor het tweede team van Wood Green. 

## Externe koppelingen
- (en)   Informatie over schaakpartijen van Einar Gausel op ChessGames.com
- (en)   Informatie over schaakpartijen van Einar Gausel op 365chess.com
- (en)  FIDE-ratinggegevens voor Einar Gausel